# Жак Філіпп Марі Біне
Жак Філіп Марі Біне (фр. Jacques Philippe Marie Binet; 2 лютого 1786, Ренн — 12 травня 1856, Париж) — французький математик, механік і астроном.

## Біографія
Закінчив Політехнічну школу (1806) і вже з наступного року почав викладати в ній. З 1843 року член Паризької Академії Наук.
Біне одним з перших прийшов до ідей матричної алгебри і першим опублікував в 1812 року правило множення матриць. З його ім'ям пов'язана формула Біне для чисел Фібоначчі, хоча цю формулу сторіччям раніше отримав Абрахам де Муавр. Незалежно від Ейлера знайшов приватне рішення задачі про чотири куби (формули Ейлера і Біне). Біне належить також ряд важливих теорем в механіці обертових тіл.

## Деякі праці
- "Mémoire sur la théorie des axes conjugués et des moments d'inertie des corps " // Journ. de l'Ec. pol., IX, 1813;
- "Mémoire sur la détermination analytique d'une sphère tangente à quatre autres sphères // Ibid., X, 1815;
- "Mémoire sur la détermination des orbites des planètes et des comètes " // Ibid., XIII, 1831;
- "Mémoire sur les intégrales définies eulériennes et sur leur application à la théorie des suites ainsi qu'à l'évaluation des fonctions des grands nombres " // Ibid., XVI, 1839; Paris, 1840;
- "Mémoire sur les inégalités séculaires du mouvement des planètes " // Journal de Math., V, 1840;
- "Mémoire sur la formation d'une classe très étendue d'équations réciproques renfermant un nombre quelconque de variables " (Paris, 1843).